# Holiday Lakes
Holiday Lakes è un centro abitato degli Stati Uniti d'America, situato nella contea di Brazoria dello Stato del Texas.

## Società

### Evoluzione demografica
Secondo il censimento del 2000, c'erano 1.095 persone, 342 nuclei familiari, e 260 famiglie residenti nella città. La densità di popolazione era di 1.124,7 persone per miglio quadrato (435,9/km²). C'erano 412 unità abitative a una densità media di 423,2 per miglio quadrato (164,0/km²). La composizione etnica della città era formata dal 73,97% di bianchi, il 2,65% di afroamericani, l'1.55% di nativi americani, il 18,81% di altre etnie, e il 3,01% di due o più etnie. Gli ispanici o latinos di qualunque razza erano il 47,21% della popolazione.
C'erano 342 nuclei familiari di cui il 45,9% avevano figli di età inferiore ai 18 anni, il 60,2% erano coppie sposate conviventi, il 7,9% aveva un capofamiglia femmina senza marito, e il 23,7% erano non-famiglie. Il 18,7% di tutti i nuclei familiari erano individuali e il 7,3% aveva componenti con un'età di 65 anni o più che vivevano da soli. Il numero di componenti medio di un nucleo familiare era di 3,20 e quello di una famiglia era di 3,71.
La popolazione era composta dal 36,6% di persone sotto i 18 anni, l'8.5% di persone dai 18 ai 24 anni, il 28,2% di persone dai 25 ai 44 anni, il 19,4% di persone dai 45 ai 64 anni, e il 7,3% di persone di 65 anni o più. L'età media era di 29 anni. Per ogni 100 femmine c'erano 105,8 maschi. Per ogni 100 femmine dai 18 anni in giù, c'erano 107,2 maschi.
Il reddito medio di un nucleo familiare era di 33.938 dollari, e quello di una famiglia era di 34.931 dollari. I maschi avevano un reddito medio pro capite di 29.750 dollari contro i 19.750 dollari delle femmine. Il reddito medio pro capite totale era di 12.463 dollari. Circa il 12,0% delle famiglie e il 15,8% della popolazione erano sotto la soglia di povertà, incluso il 19,3% di persone sotto i 18 anni e il 6,6% di persone di 65 anni o più.